# 松木治三郎
松木 治三郎（まつき じさぶろう、1906年2月21日 - 1994年5月24日）は、日本の牧師、神学者。

## 来歴
福井県敦賀生まれ。1934年日本神学校を卒業後、日本基督教会木更津教会（1941年より、日本基督教団）、熊本坪井教会牧師を経て、1951年に関西学院大学文学部神学科教授、翌1952年から同大神学部教授として、聖書釈義、新約学を講義。1968年から神学部長を務めた。1974年に定年退職後は聖書解釈研究所を主宰した。
このほか、日本新約学会会長（1960年 - 1986年）、日本基督教団塚口教会主任牧師（1953年 - 1991年）を務めた。

## 著書
- 『使徒パウロとその神学』
- 『新約聖書における宗教と政治』新教出版社、1948年
- 『人間とキリスト―パウロにおける「人間」の神学的釈義的研究』新教出版社、1955年
- 『人間とキリスト―パウロにおける「人間」の釈義的神学的研究』新教出版社、1961年
- 『日本人と福音』日本基督教団出版部、1962年
- 『沈黙と愛―説教集』新教出版社、1966年
- 『新約神学〈1〉』新教出版社、1972年
- 『イエスと新約聖書の教会』日本基督教団出版局、1972年
- 『イエスと新約聖書との関係―今日のキリスト教本質の根本問題』日本基督教団出版局、1980年
- 『人間〈第3〉その悲劇と希望をめぐって』日本基督教団出版局、1984年
- 『松木治三郎著作集』全5巻 新教出版社、1991-92年
- 『ローマ人への手紙 翻訳と解釈 (松木治三郎著作集)』新教出版社、1993年